# خوزه سرانو
خوزه سرانو (انگلیسی: José E. Serrano؛ زادهٔ ۲۴ اکتبر ۱۹۴۳) سیاست‌مدار اهل ایالات متحده آمریکا است. او از ۱۹۹۰ عضو مجلس نمایندگان ایالات متحده آمریکا از حوزه انتخابیه هجدهم از ایالت نیویورک است که کوچکترین و پرجمعیت‌ترین منطقه شهرستان را در برانکس جنوبی نمایندگی می‌کند. این یکی از مناطق اصلی اسپانیایی - پرتغالی (هیسپانیک) است.